# 芝信用金庫
芝信用金庫（しばしんようきんこ、英語：Shiba Shinkin Bank）は、東京都港区に本店がある信用金庫である。
芝信用金庫と東調布信用金庫が2003年（平成15年）7月に合併して発足した。芝信用金庫を存続金庫とする。

## 沿革
- 1925年（大正14年）6月1日 - 有限責任芝信用組合として設立。
- 1951年（昭和26年）10月 - 芝信用金庫に改組。
- 2003年（平成15年）7月7日 - 東調布信用金庫と合併。
- 2020年（令和2年）4月13日 - この日から磁気の影響を受けにくい新しい通帳（Hi-Co通帳）を取扱開始した(Hi-Co通帳に対応していない信用金庫ATMではHi-Co通帳は使えない。) [2]。

### 東調布信用金庫沿革
統一金融機関コードは1347。設立地である荏原郡東調布村（2011年現在田園調布一円にあたる）に金庫名は由来する。
本店は東京都大田区雪谷大塚町8-3であったが、現在では芝信用金庫雪が谷支店となっている。
- 1919年（大正8年）設立。
- 2001年（平成13年）2月26日 経営破綻したわかば信用金庫より一部事業承継。
- 2003年（平成15年）7月7日 芝信用金庫と合併。

## 預金等
ハローしばしん2015年（店頭配布パンフレット）によれば、預金が1兆755億円、貸出が4462億円、有価証券が2858億円となっている。日本格付研究所の評価はAマイナスである。

## マスコットキャラクター
芝信用金庫では柴犬の「シバワン」と「シバ♥サクラ」がマスコットキャラクターとなっている。

## 関連会社
- 芝信ビル管理株式会社
- 芝信ビルサービス株式会社